# Mesosa jarzabekae
Mesosa jarzabekae es una especie de escarabajo longicornio del género Mesosa, categorizada en la tribu Mesosini, de la subfamilia Lamiinae. Fue descrita por Danilevsky & Müller en 2016.

## Descripción
Mide 10,8-14,4 mm de longitud.

## Distribución
Se distribuye por Irán.